# Alphonse de Calonne

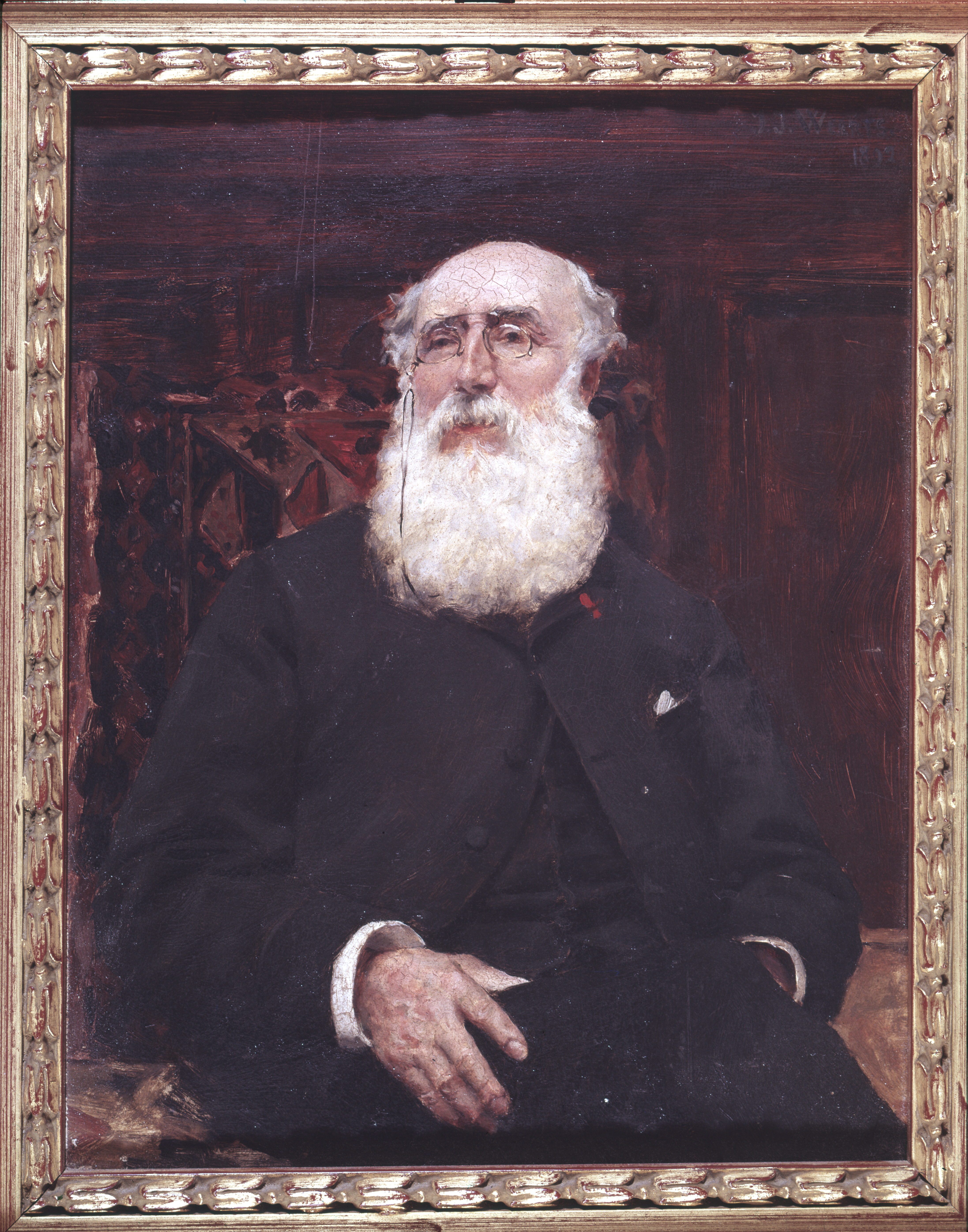

Alphonse Bernard de Calonne, född den 17 maj 1818 i Béthune, död den 15 januari 1902, var en fransk vicomte och författare. 
Calonne uppsatte 1850 den legitimistiska tidningen "Henri IV", men ingick inom kort i redaktionen av den reaktionära "Revue contemporaine", vars ägare han blev 1855. Snart därefter började han ivrigt verka för de bonapartistiska idéerna, men 1867 övergick han åter till det legitimistiska lägret. Calonne utövade en flitig författarverksamhet på olika områden. Bland hans pennas alster märks särskilt novellen Bérangère (1852), La Minerve de Phidias restaurée (1855), Les frais de la guerre (1856), Rattazzi et la crise italienne (1862), Constitution de l'Allemagne du Nord (1870) och Le nouvel opéra (1875).